# Васил Дичев
Васил Зафиров Дичев е български конспиратор и терорист.
Роден през 1926 в с. Княжево, Елховско. Като член на българските национални легиони през 1946 е въдворен в концлагера „Росица“ за 1 година. Учи 3 години медицина, но е изгонен около студентските чистки през 1949 г. След освобождаването си служи в казармата като трудовак в Строителни войски. След излизането си работи в строителството.
На 3 март 1953, два дни преди смъртта на Йосиф Сталин, Георги Константинов – Анархията, ръководител на конспиративната група и Васил Зафиров взривяват паметника на Сталин на входа на Парка на свободата в София. На 15 юни 1953 Васил Зафиров е осъден на 14 години затвор в процес срещу 9 души, участници в организация, „която си поставила за цел да събори, подрови или отслаби народно-демократичната власт в Народна република България чрез преврат, бунт, метеж, терористически действия или общеопасни престъпления“.
Излиза от затвора през 1962 г. Заселва се в Пловдив, работи във фабриките в този град.
Умира през април 1991 г.